# 三峡大坝变形论

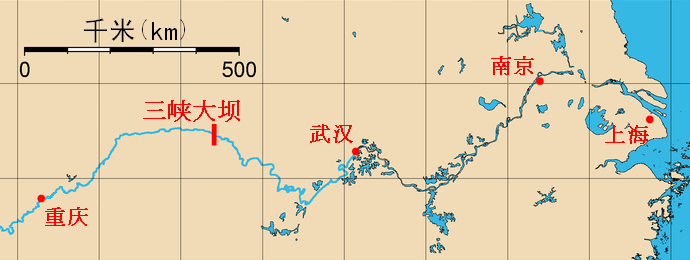
2020年中國南方水災期間，輿論再度提出三峡大坝即将溃坝，洪水會波及长江沿岸大城市，遠至上海。王维洛是此类观点的支持者。

三峡大坝变形争议，是關於三峡大坝在长江汛期已变形、将溃坝的陰謀論，在2019年7月和2020年6月中國南方水災期間，台海兩岸网络社群、媒体对这一话题有过热议。但目前尚未有任何确切证据能证明三峡大坝存在变形。

## 傳播歷史

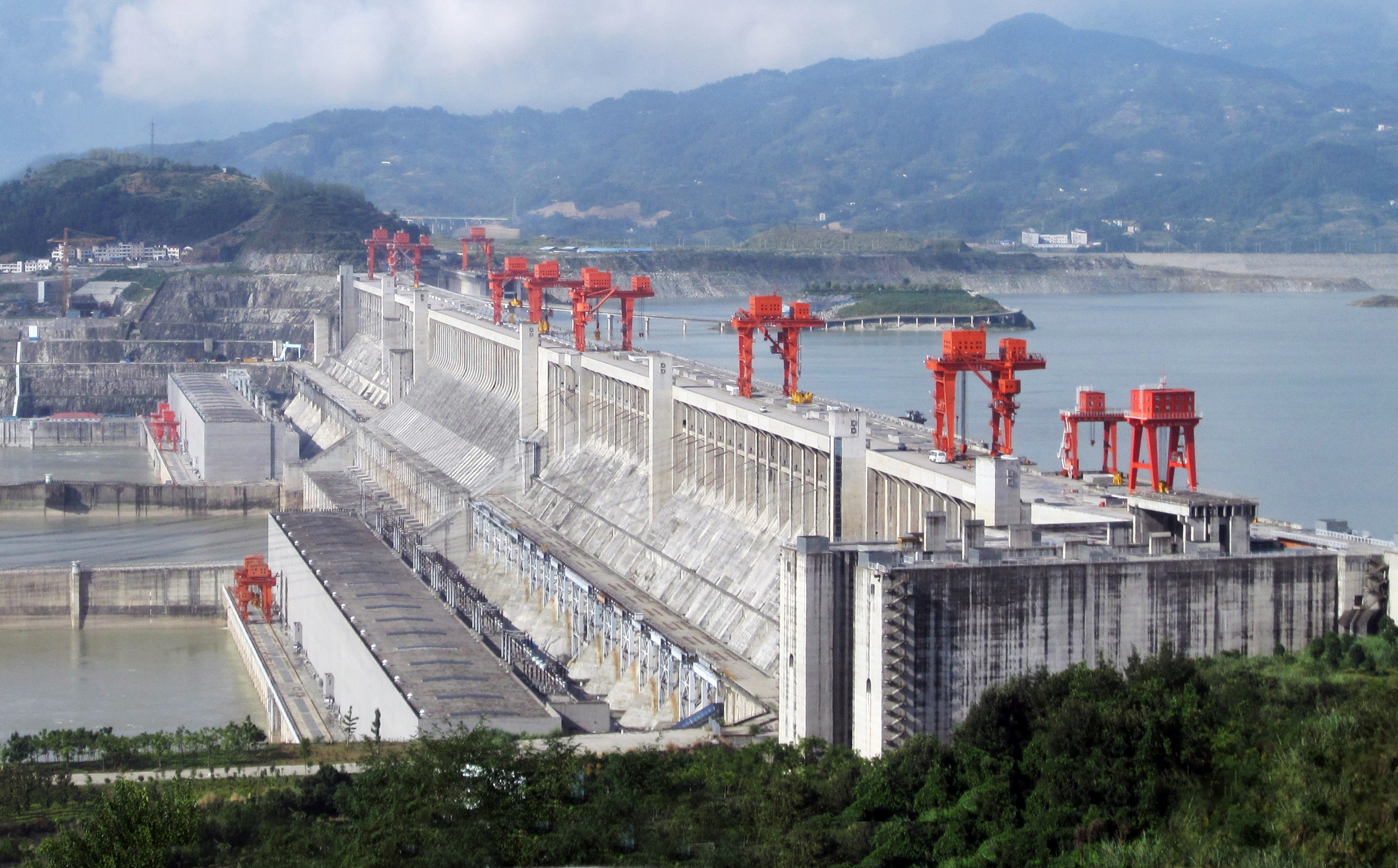
2009年时的三峡大坝坝体

### 2019年
2019年6月底，推特等平台上開始流傳相關内容，有網民依据两张Google Maps照片的对比，聲稱三峽大坝已經变形”。7月初，这一观点通过微博、微信群获得广泛传播，引起中国大陆舆论关注。
参加大坝质检的陈厚群院士接受采访指，三峡坝体位移肉眼不可见。同时，依据截至2019年4月的监测数据，大坝的各项指标均在设计允许范围内。《澎湃新闻》反驳大坝变形的报道中，指“一旦在水压力下，出现（谣言中）如此严重的变形，马上就会出现严重的漏水、甚至垮塌。也就是说，只变形、不漏水的‘大坝’在现实中不可能存在。”大坝的运营者——三峡集团的一位工作人员表示，“大坝变形”照片与Google Maps的技术相关，大坝建筑并无肉眼可见的变形，「大壩運行很正常。」
中国大陆官方媒体《环球时报》的报道指出，被用以证明大坝变形的Google Maps照片拍摄于2018年的2月23日，而更早的2015年1月20日照片中，坝体呈现出现更为扭曲的状态，坝体“变形”是遥感卫星拍摄照片成像时出现的“技术问题”，认为此次大坝变形言论是境外“反华分子”传播的“极度弱智的谣言”。
《美国之音》访问王维洛博士（1980－84年三峽工程前期論證時有份參與国土空间规划）和黄肖路（黄万里之女，黄万里當年極力反對三峽工程）。黄肖路无法单从照片得出大坝是否变形的结论，但她质疑中国官方媒体的公信力，并指出“我们应该让生活在大坝库区和下游的居民都知道三峡大坝的危险从开工那天就时刻存在，随时可能发生。”王维洛则认为“用不着照片就可以知道三峡大坝在变形”。

### 2020年
2020年6月进入全国汛期，引發2020年中国南方水灾，廣東、廣西兩座小型水庫在暴雨潰壩獲國務院新聞辦通報。三峽大坝变形、溃坝的讨论再起。
6月22日，央視财经频道報道了水利部在21日的预测，指长江中下游汛情形势不容乐观，可能会发生区域性较大洪水。媒体报道中，或认为水利部的预测与三峡大坝相关。
同日，6月22日，台湾財經主持人黄世聪在東森新聞台《关键时刻》称若三峡大坝溃坝，洪水数小时可毁灭宜昌，一天之间毁灭包括武汉和南京在内的、长江中下游沿岸城市，随即淹没上海。
王维洛认为，比起坝体变形，渗漏是更为严重的问题。他認為三峡大坝确已发生变形、位移，变形会发生灾难后果。王维洛又指大坝庫容量低必須經常調度水坝泄洪，若泄洪不及導致溃坝的話，洪水将直冲上海。从大坝所在至上海的长江入海口，「全都完蛋」。呼吁长江中下游居民早做逃生准备。此前一年，中国水力发电工程学会副秘书长张博庭在反驳三峡大坝变形论的文章中，指王维洛跨出本業評論水利工程並不專業。
香港01專欄作家趙觀祺则将三峡大坝变形、溃坝论与中国崩溃论进行类比，称“真心相信三峽潰堤的應該沒幾個人，防火長城外的傳謠者大多是幸災樂禍趁機‘抽水’”。趙觀祺认为，溃坝论与三峡大坝本身的多种争议、2020年上半年的中国大陆舆论现实和中华人民共和国政府公信力较低相关，以至於年年炒作潰壩，大壩仍年年巍然不動。
2020年7月10日，中国电信湖北宜昌分公司与中国中央电视台联合开通三峡大坝“云监控”网络直播，采用5个机位、800万像素高清可旋转摄像头24小时公开直播三峡大坝各角度状态。9月上旬，台湾《立报》报道，國立中央大學太空及遙測研究中心利用衛星遙測进行的研究显示：三峽大壩除水庫右岸的防護土石壩，有輕微下陷趨勢外，壩體並無明顯變形。

## 溃坝論與两岸关系
在出现“大坝变形、溃坝”说之时，中国大陆社会自1980年代以来，长期存在对三峡大坝溃坝假设的争议，指三峡大坝经过核弹以及常规武器的轰炸溃坝，最终造成长江中下游的毁灭性打击。实际上，三峡大坝的建设方在正式开工之前，即已进行过多年研究与实验。其中在1978年到1988年间，长江水利委员会曾在湖北省赤壁市建了一个模型，进行过三峡溃坝实验。核弹轰炸后的溃坝实验表明，溃坝对长江中下游——六省一市的破坏有限，不会造成毁灭性打击。2011年时，来源于《人民日报》的报道中，长江水利委员会主任蔡其华也持这一观点。另一方面，如果在战争打响前，在5至7天内将水位降至安全位置，将大大减小溃坝造成的损害。
由于台海对立的关系，在2004年美国国防部文件中将三峡大坝视为重要的军事打击目标前，两岸舆论就盛傳中華民國政府及國军企图炸毁大坝、毁灭长江中下游地区的观点。虽然中華民國国防部在2004年时承认台湾有能力攻击三峡大坝，但从未證實這種以民生設施為瞄準目標的說法。2018年时，台湾淡江大學整合戰略科技中心執行長蘇紫雲提出使用两枚中程导弹即可炸毁大坝的观点。

## 备注
1. ↑  2019年时，张博庭为《澎湃新闻》撰写的文章[7]中指，王维洛在2000年代初，已是关于三峡大坝网络谣言的制造者，2019年“又打着‘水利专家’的旗号出来骗人了”。张博庭对三峡大坝工程的环境影响持正面态度[13]。
2. ↑  抽水指获取不正当好处。
3. ↑  台湾方面对中程导弹的具体型号有多种说法，雄二E[20]、雄三、云峰[21]。